# Dubro
Dubro ist ein Ortsteil der Stadt Schönewalde im Landkreis Elbe-Elster in Brandenburg.
Der Ort liegt südlich der Kernstadt Schönewalde an der L 72. Westlich verläuft die B 101, in die nördlich die B 187 und südlich die B 87 einmündet.

## Sehenswürdigkeiten

### Baudenkmale
In der Liste der Baudenkmale in Schönewalde sind für Dubro vier Baudenkmale aufgeführt:
- die Dorfkirche, erbaut Ende des 13. Jahrhunderts, 1876 nach einem Brand erneuert
- das ehemalige Pfarrhaus mit Toranlage, 1908 erbaut (An den Teichen 24)
- ein Mittelbauerngehöft, dessen Wohnhaus von 1914 bis 1917 erbaut wurde (Südstraße 26)
- eine Turmwindmühle, erbaut um 1880 (Werchauer Weg 3)